# Hajnik Pál-díj

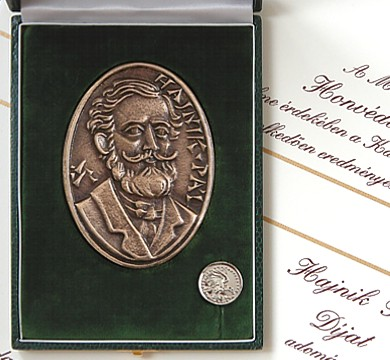
Hajnik Pál-díj

A Hajnik Pál-díj honvédelmi miniszteri rendelettel 2002-ben alapított állami szakmai elismerés.

## A díj odaítélése
A Hajnik Pál-díjat a honvédelmi miniszter a haza védelme érdekében a Katonai Biztonsági Hivatalnál, illetve 2012-től utódszervezeténél, a Katonai Nemzetbiztonsági Szolgálatnál  kifejtett kiemelkedően eredményes tevékenység elismerésére adományozza február 14-én, a Katonai Biztonsági Hivatal alapításának évfordulóján.
A díj odaítélésére 2013-ig évente került sor, azóta a Koncz Márton-díjjal évente váltakozva, a páratlan években adományozható.
A díjazottak jogosultak a „Hajnik Pál-díjas” cím használatára és az erre utaló miniatűr jelvény viselésére. (Ha a díj odaítélése és átadása közötti időben a kitüntetendő személy elhalálozik, a plakettet, az oklevelet és a díjjal járó pénzjutalmat házastársa vagy leszármazottja veheti át.)
A honvédelmi miniszter által alapítható és adományozható elismerésekről szóló mindenkori rendelet az összes díj éves kontingensét úgy határozza meg, hogy Hajnik Pál-díjban alkalmanként gyakorlatilag 1-2 fő részesülhet.

## A díjak leírása és viselése
A díjakkal oklevél, plakett és anyagi elismerés jár. A pénzjutalom összege 2013-ig a Kossuth-díjjal járó pénzjutalom mindenkori összegének 20%-a volt, 2013-tól pedig a közszolgálati tisztviselőkre meghatározott illetményalap mindenkori összegének 13-szorosa.
- Plakett, álló ovális alakú, rajta a névadó arcmása és neve. Anyaga bronz, mérete 100x70 mm (ifj. Szlávics László alkotása).
- Kitűzője kerek, rajta a díjat megjelenítő motívumokkal, mérete 20 mm.

A miniatűr jelvényt a szolgálati, köznapi és ünnepi öltözet esetén a zubbony jobb oldalán, a zsebtakaró felett kell viselni.

## Díjazottak
- 2003 – Dr. Stefán Géza ny. altábornagy
- 2004 – Hamar Ferenc vezérőrnagy
- 2005 – Kovácsics Ferenc vezérőrnagy
- 2006 – Titkos László ezredes
- 2007 – Rondzik Róbert ezredes
- 2013 – Szendrei Zsolt ezredes